# Funerailles (Non ti voglio)
Funerailles (Non ti voglio) è un film del 2024 diretto da Antonio Bido.
Rappresenta il ritorno al lungometraggio del regista, oltre un trentennio dopo l'ultimo lavoro, Blue Tornado (1991).

## Trama
Miriam Grieco, pianista di fama internazionale, ha fatto della Musica la prima e più importante ragione di vita, tanto da anteporla all’amore per il compagno, Andrea, anch’esso pianista, ma di non eccelso talento. La loro relazione entra in crisi quando Andrea si fa sempre più insistente riguardo all’idea di avere un figlio e di formare una famiglia: un progetto di vita che Miriam rifiuta categoricamente, perché potrebbe compromettere la sua carriera . Questa motivazione però, così apparentemente chiara e netta, copre in realtà ricordi, finora rimossi, di un tragico e traumatico passato. Un trauma con cui Miriam, suo malgrado, comincia a fare i conti e che sostanzia, in un certo senso spiega, il rifiuto ostinato della maternità da parte sua .
Così come spiega l’incondizionata passione per la Musica e il suo pianoforte. Andrea definisce “malsano” quel rifiuto, che Miriam trasforma nell’affermazione ossessiva di sé e delle proprie scelte . Voleva essere libera, confessa a se stessa, libera da quel terribile passato e libera di “volare”, di suonare, ma quando certe agghiaccianti immagini dell’infanzia tornano a popolare i suoi incubi e quando Andrea, il compagno amato e poi rinnegato, si rivela sempre più prepotente, prevaricatore, Miriam perde il senno e trasforma il legittimo desiderio di una “personale idea di felicità” in una ossessione patologica e non priva di laceranti sensi di colpa. Il passo dall’ossessione alla ferocia di un’irragionevole reciproca incomprensione è sempre più breve, inesorabile e, quando l’incomprensione degenera in gesti estremi, oscura ogni possibilità di futuro e il passato che Miriam credeva di aver rimosso per sempre torna a incombere prepotentemente su entrambi tra feroci ossessioni, incubi e conseguenze fisiche e psichiche terribili.